# Blairsville (Georgia)
Blairsville város az USA Georgia államában. Lakosainak száma 616 fő (2020. április 1.).

## Népesség
A település népességének változása:

| 2010 | 652 |
| 2020 | 616 |